# Waretown
Waretown és una concentració de població designada pel cens dels Estats Units a l'estat de Nova Jersey. Segons el cens del 2000 tenia 1.582 habitants.

## Demografia
Segons el cens del 2000, Waretown tenia 1.582 habitants, 641 habitatges, i 439 famílies. La densitat de població era de 656,8 habitants/km².
Dels 641 habitatges en un 28,1% hi vivien nens de menys de 18 anys, en un 54,4% hi vivien parelles casades, en un 9,2% dones solteres, i en un 31,5% no eren unitats familiars. En el 26,4% dels habitatges hi vivien persones soles el 13,1% de les quals corresponia a persones de 65 anys o més que vivien soles. El nombre mitjà de persones vivint en cada habitatge era de 2,47 i el nombre mitjà de persones que vivien en cada família era de 2,98.
Per edats la població es repartia de la següent manera: un 22,2% tenia menys de 18 anys, un 7,1% entre 18 i 24, un 29,1% entre 25 i 44, un 25,4% de 45 a 60 i un 16,2% 65 anys o més.
L'edat mediana era de 40 anys. Per cada 100 dones de 18 o més anys hi havia 96,6 homes.
La renda mediana per habitatge era de 44.410 $ i la renda mediana per família de 56.429 $. Els homes tenien una renda mediana de 35.547 $ mentre que les dones 26.667 $. La renda per capita de la població era de 22.061 $. Aproximadament l'1,7% de les famílies i el 5,6% de la població estaven per davall del llindar de pobresa.

## Poblacions més properes
El següent diagrama mostra les poblacions més properes.